# June Carroll
June Carroll, née June Sillman le 22 juin 1912 à Détroit dans le Michigan et morte le 16 mai 2004 à Los Angeles, est une chanteuse et actrice américaine connue pour ses prestations dans les comédies musicales de Broadway. Elle est la mère du compositeur de musique minimaliste Steve Reich et de l'auteur de fantasy Jonathan Carroll.

## Biographie
June Carroll est la sœur du producteur de comédies musicales Leonard Sillman. En 1935, elle épouse Leonard Reich avec qui elle a un enfant, Steve Reich, en 1936. Le couple se sépare l'année suivante et elle part vivre sur la côte ouest à Los Angeles. Elle se remarie avec le scénariste Sidney Carroll avec qui elle aura trois autres enfants dont Jonathan Carroll né en 1949.
June Carroll entame alors après guerre une carrière de compositrice, actrice et chanteuse de comédie musicales dont New Faces of 1952, Guess Who I Saw Today, et les standards de Murray Grand. Elle écrit deux chansons à succès : Penny Candy et Love is a Simple Thing.